# سيرجيو إسكالانتي
سيرجيو إسكالانتي (بالإسبانية: Sergio Escalante)‏ هو لاعب كرة قدم أرجنتيني في مركز الوسط، ولد في 9 مارس 1986. لعب مع نادي أتلتيكو أرجنتينو.

## وصلات خارجية
- سيرجيو إسكالانتي على موقع قاعدة بيانات كرة القدم.إي يو (الإنجليزية)
- سيرجيو إسكالانتي على موقع Soccerway.com (الإنجليزية)
- سيرجيو إسكالانتي على موقع GSA (الإنجليزية)